# ماونتین رنچ (کالیفرنیا)
ماونتین رنچ (به انگلیسی: Mountain Ranch) یک منطقهٔ مسکونی در ایالات متحده آمریکا است که در شهرستان کالاوراس، کالیفرنیا واقع شده‌است. ماونتین رنچ ۱۰۶٫۸۲۲ کیلومتر مربع مساحت و ۱٬۶۲۸ نفر جمعیت دارد و ۶۴۷ متر بالاتر از سطح دریا واقع شده‌است.